# Tomislav Knez
Tomislav Knez (Banja Luka, 1938. június 9. –) olimpiai bajnok és Európa-bajnoki ezüstérmes bosnyák labdarúgó.
A jugoszláv válogatott tagjaként részt vett az 1960. évi nyári olimpiai játékokon és az 1960-as Európa-bajnokságon.

## Sikerei, díjai
Dinamo Zagreb
- Jugoszláv kupa (2): 1962–63, 1964–65
- Vásárvárosok kupája döntős (1): 1962–63

Rapid Wien
- Osztrák bajnok (1): 1966–67

Jugoszlávia
- Olimpiai bajnok (1): 1960
- Európa-bajnoki ezüstérmes (1): 1960